# Dinamó hadművelet

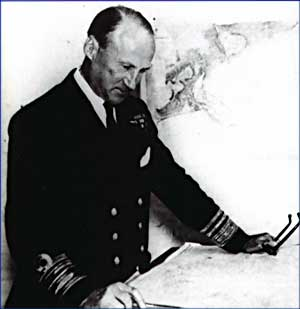
Bertram Ramsay altengernagy

A Dinamó hadművelet (angolul: Operation Dynamo, gyakrabban használt nevén: dunkerque-i evakuáció) során a második világháborúban a brit haderő több mint 300 000 szövetséges (brit, francia és belga) katonát mentett ki a német csapatok által körbezárt Dunkerque térségéből 1940. május 26. és június 3. között.
A Brit Expedíciós Haderő, illetve a francia és belga hadsereg katonáit az 1940. május 10-én megindított franciaországi hadjárat során szorította vissza a La Manche csatorna partjára a német Wehrmacht. Winston Churchill brit miniszterelnök a brit parlamentben elmondott beszéde során „kolosszális katonai katasztrófának” minősítette a franciaországi hadjáratot és azt állította: a brit hadsereg színe-java rekedt a dunkerque-i tengerparton, és vagy megsemmisül, vagy fogságba esik.
Az evakuálásra vonatkozó utasítást május 26-án adták ki, és az első napon 7011 főt mentettek ki. A hadművelet kilencedik napjára azonban összesen 338 226 (198 229 brit és 139 997 francia nemzetiségű) szövetséges katonát szállítottak át Nagy-Britanniába a sebtében összetoborzott flotta hajói. Az evakuálásban több mint 850 különféle hajó vett részt, köztük a Brit Királyi Haditengerészet hadihajói, halászhajók, magánjachtok, utasszállító hajók. A katonák egy része Dunkerque védett kikötőjéből tudott felszállni a hajókra, de az egyre kétségbeejtőbb harci helyzet és a Luftwaffe fokozódó támadásai miatt sokuknak órákat kellett vállig érő vízben várakozni, mire felvették őket. A körülbelül 700 kisebb hajó vagy a parttól távolabb várakozó nagy hajókhoz, vagy pedig egyenesen az angol partokhoz szállította a katonákat. A hadműveletben részt vevő legkisebb hajó, az alig 4,6 m hosszú Tamzine jelenleg az Imperial War Museum gyűjteményében található.
A hadművelet nevét arról a dinamóról kapta, amely a brit haditengerészet főhadiszállásának helyet adó doveri vár áramellátását biztosította a háború alatt. Bertram Ramsay altengernagy ennek a dinamónak helyet adó gépteremből tervezte és vezette a hadműveletet, és innen tájékoztatta Churchill miniszterelnököt is.

## Előzmények
Németország 1940. május 10-én indította meg a franciaországi hadjáratot, amelynek során célja a brit–francia haderő legyőzése volt. A hadművelet során a Wehrmacht lerohanta és elfoglalta Hollandiát, Belgiumot és Luxemburgot, azonban a szövetséges hadvezetés várakozásával ellentétben a fő csapást nem Belgiumon keresztül indították. A német főerőt képviselő A Hadseregcsoport Gerd von Rundstedt parancsnoksága alatt átkelt az Ardennek hegységen és sikeresen áttörte a francia védelmi állásokat Sedan térségében. Ezt követően a páncélos csapatok nyugati-északnyugati irányú csapást hajtottak végre a La Manche-csatorna irányába, amellyel kettévágták a francia hadsereget, illetve harapófogóba zárták a Brit Expedíciós Haderőt (BEF), illetve a belga hadsereg maradványait.
A német harckocsik május 20-án értek ki a csatorna partjára, majd hamarosan támadást indítottak a legfontosabb kikötővárosok – Calais, Boulogne-sur-Mer és Dunkerque – ellen. Május 26-án elesett Calais, és ezen a napon kiadták a parancsot a bekerített katonák evakuálására.

## Az evakuálás menete

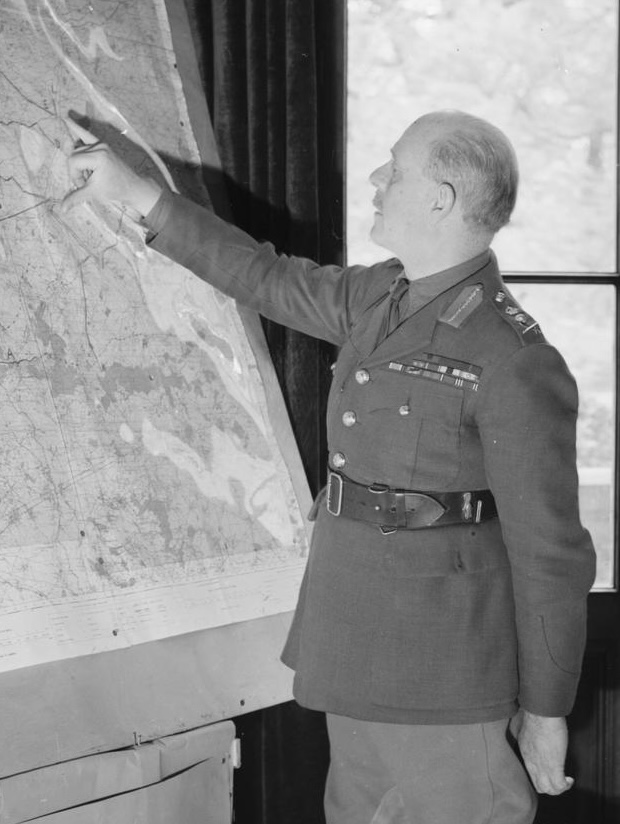
Lord Gort

Az első tervek csak a BEF 45 000 katonájának evakuálásával számoltak két nap alatt, mivel további német támadásoktól tartott a brit hadvezetés. Azonban az első napon, május 27-én csak kb. 7000 főt, míg a következő napon csak további 17 000 főt tudtak kimenekíteni. Hamarosan a Királyi Haditengerészet további 10 rombolója is Dunkerque térségébe érkezett és csatlakozott az evakuálást végző flottához.
Május 29-én már összesen 47 000 brit katonát mentettek ki annak ellenére, hogy aznap este került sor a Luftwaffe első légitámadására a dunkerque-i kikötő ellen. A következő napon további 54 000 fő, köztük az első francia katonák szállhattak fel a hajókra. Május 31-én 68 000 fő és a BEF parancsnoka (Lord Gort) menekült meg. Aznap azonban megadta magát a Lille-ben rekedt 1. francia hadsereg, amely makacs ellenállásával addig jelentősen megkönnyítette az evakuálást.
Június 1-jén további 64 000 szövetséges katona távozott, mielőtt az egyre növekvő intenzitású német légitámadások lehetetlenné tették a hajóknak, hogy nappal közelítsék meg Dunkerque-et. A brit utóvéd június 2-án szállhatott hajóra további 60 000 francia katona társaságában. Június 3-án éjszaka még 26 000 francia katonát sikerült kimenekíteni, mielőtt 1940. június 4-én a németek elfoglalták Dunkerque-et, és a védekező szövetséges csapatok maradványai (36 000 fő) megadták magukat. Dunkerque partjainál 32 000 szövetséges katona vesztette életét.
A következő napon a BBC bejelentette, hogy „Harold Alexander vezérőrnagy (a brit utóvéd parancsnoka) ma reggel egy motorcsónakból megszemlélte Dunkerque partjait, hogy biztos legyen abban, senkit sem hagytak hátra.” A szemlére a valóságban az előző nap reggel került sor és a várost védő két francia hadosztály, amelynek nagy érdeme volt a német előrenyomulás feltartóztatásában, június 3-án kénytelen volt megadni magát.
|           | A partokról kimenekített katonák | A dunkerque-i kikötőből kimentett katonák | Összesen |
| --------- | -------------------------------- | ----------------------------------------- | -------- |
| május 27. | -                                | 7669                                      | 7669     |
| május 28. | 5930                             | 11 874                                    | 17 804   |
| május 29. | 13 752                           | 33 558                                    | 47 310   |
| május 30. | 29 512                           | 24 311                                    | 53 823   |
| május 31. | 22 942                           | 45 072                                    | 68 014   |
| június 1. | 17 348                           | 47 081                                    | 64 429   |
| június 2. | 6695                             | 19 561                                    | 26 256   |
| június 3. | 1870                             | 24 876                                    | 26 746   |
| június 4. | 622                              | 25 553                                    | 26 175   |
| Összesen  | 98 780                           | 239 446                                   | 338 226  |

## A hadműveletben részt vevő hajók

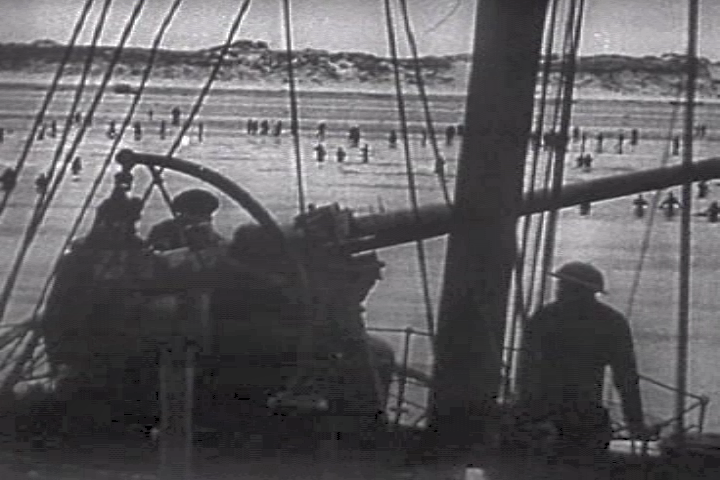
A dunkerque-i tengerpart látképe az egyik brit hadihajó fedélzetéről.

A hadműveletet a brit haditengerészet irányította, és kezdetben csak a haditengerészet hajói vettek részt benne. Azonban igen hamar nyilvánvalóvá vált, hogy csak hadihajókkal képtelenség kimenekíteni a Dunkerque-ben rekedt katonákat, ugyanis a nagy hajók nem tudták eléggé megközelíteni a partokat, a kikötőben pedig nem fértek el elegen. Május 27-én a brit hajózási minisztérium felvette a kapcsolatot a brit hajóépítőkkel és olyan hajókat kértek, amelyek a sekély part menti vizekben is tudnak manőverezni. Anglia déli és keleti partjai mentén, illetve a Temze folyón hamarosan összegyűjtötték a kishajókat, magánjachtokat, motorcsónakokat, halászhajókat – egyeseket a tulajdonosok beleegyezésével vitték el, a többit viszont a brit kormány kisajátította.
A hajókat feltöltötték és Ramsgate kikötőjébe irányították, ahonnan a haditengerészet aktív tisztjei és matrózai, valamint tartalékosok és néhány esetben a tulajdonosok irányításával Dunkerque-be hajóztak. A kis hajók egy része a partról szállította a katonákat a mélyebb vízben várakozó hajókhoz, de egyesek egyenesen Angliába hajóztak, majd visszafordultak.
Az evakuálásban 39 holland hajó is részt vett, amelyek el tudtak menekülni a Hollandiát megszálló németek elől és csekély merülésüknek köszönhetően jól meg tudták közelíteni a partot. A hadművelet során a hollandok 22 698 főt mentettek ki és 9 hajót veszítettek.
A brit partok mentén önkéntes mentőszolgálatot adó Royal National Lifeboat Institution 19 mentőcsónakot irányított Dunkerque-be. A ramsgate-i és a margate-i bázisok önkéntesei részt is vettek az evakuálásban, a többit a haditengerészet legénysége irányította. A mentőcsónakok közül csak egyet veszítettek: a The Viscountess Wakefield Dunkerque partjainál megfeneklett. Egy másik mentőcsónak, a Jane Holland léket kapott, amikor egy torpedóhajó nekiment, majd a motorja felmondta a szolgálatot egy légitámadás után. Legénysége sorsára hagyta, de később Anglia partjainál megtalálták, Doverbe vontatták és megjavították – 1941. április 5-én ismét szolgálatba állhatott.

## Következmények

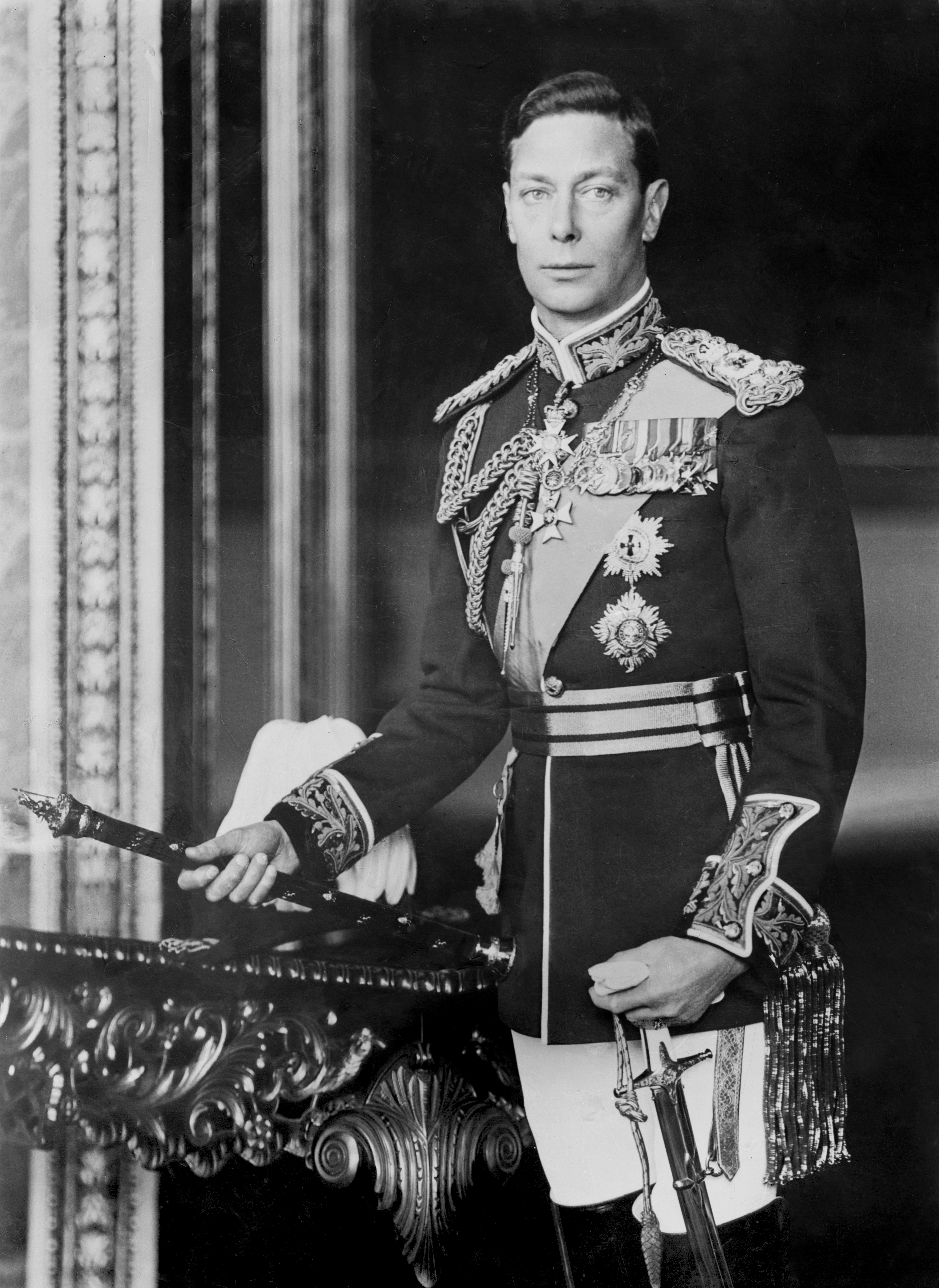
VI. György

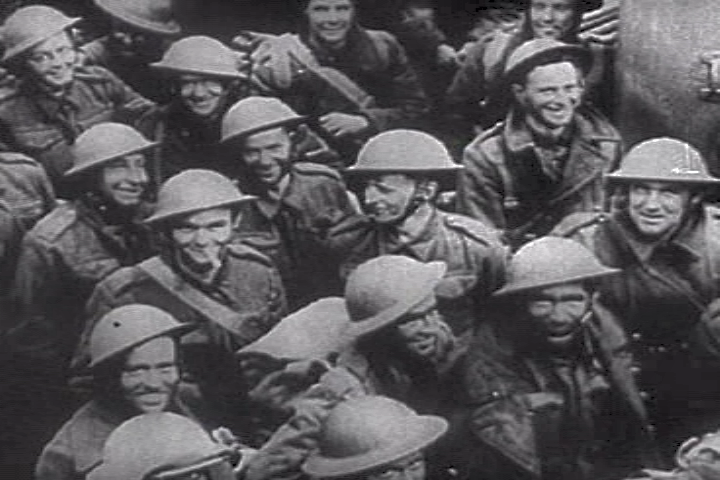
Brit katonák a fedélzeten Dunkerque kikötőjében

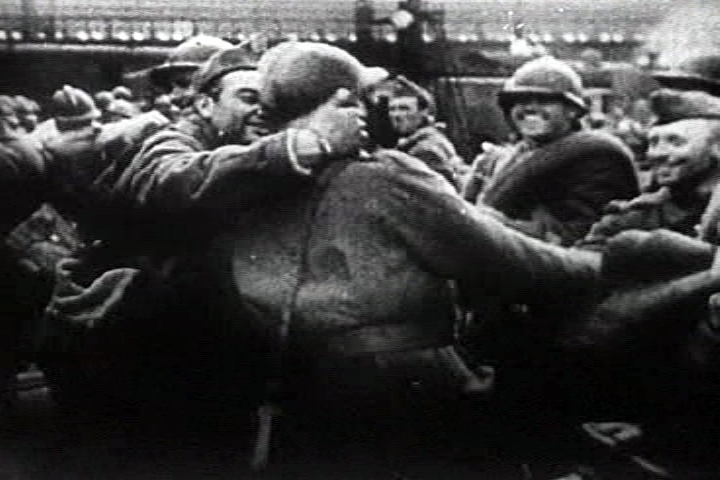
A britek által evakuált francia katonák kiszállnak egy dél-angliai kikötőben

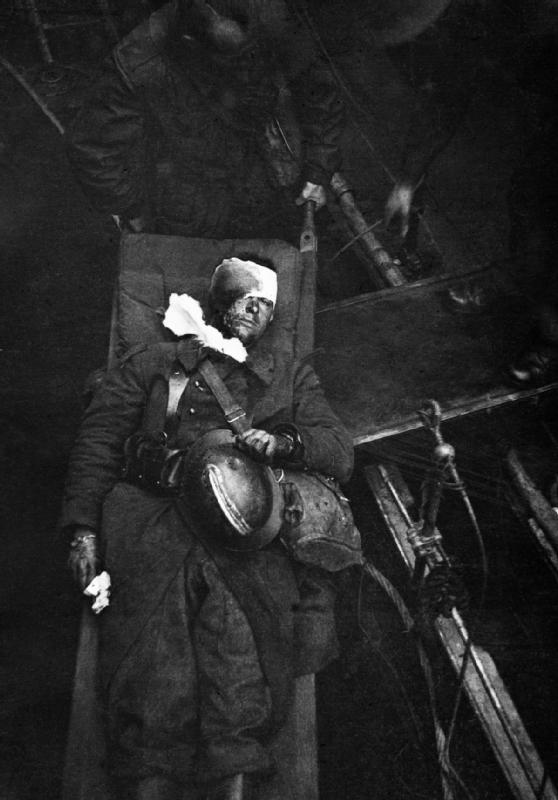
Sebesült francia katona Dover kikötőjében

A háborús helyzetre és a közvéleményre való tekintettel a brit kormány nem hozta nyilvánosságra május végén, hogy milyen katasztrofális helyzetbe kerültek a kontinensen harcoló brit csapatok. Azonban mindenki tisztában volt a helyzet súlyosságával és VI. György brit király felszólította a lakosságot, hogy imádkozzanak a csodáért. A felhíváshoz csatlakozott Canterbury érseke (az anglikán egyház feje) is, és ez világossá tette az angol lakosság számára, hogy nagy a baj. Churchill figyelmeztette a parlamentet, hogy készüljön fel a „nehéz és kemény hírekre”.
Június 4-én elmondott beszédében aztán Churchill joggal hivatkozhatott a „csodára”, és a brit sajtó egyenesen arról cikkezett, hogy „a katasztrófát győzelemmé fordították”. Churchillnek kellett figyelmeztetni a lakosságot, hogy „ezt a csodát ne kezeljék győzelemként – a háborút nem lehet evakuálással megnyerni”.
Ennek ellenére a brit közvélemény továbbra is jelentős fegyverténynek tartotta a dunkerque-i evakuálás sikerét, hiszen a BEF jelentős részét sikerült kimenekíteni. Bár a hadsereg elvesztette nehézfegyverzetének és szállítóeszközeinek nagy részét, rendelkezésére állt az a személyi állomány, amely most a rettegett német partraszállási kísérlet (a Seelöwe hadművelet) elhárításához szükséges volt.
A kimenekített francia katonák közül kb. 100 000 főt hamarosan visszaszállítottak Franciaországba, Brest, Cherbourg és más normandiai kikötőkön keresztül. A katonák közel fele aztán részt vett a további hadműveletekben, mielőtt német hadifogságba esett volna.
Az evakuálás ellenére Dunkerque-ben maradt katonák, illetve a várost védő csapatok német hadifogságba estek. A hadifoglyokat a németek erőltetett menetben Németország területére meneteltették – a legtöbben közülük Trier térségében értek német területre. A menetelés során a hadifoglyok brutális állapotokról számoltak be – a nemritkán 20 napos menet során alig kaptak enni, a német őrök bántalmazták őket, és az sem volt ritka, hogy felrúgták a francia lakosok által az út mentén hagyott vödröket, amelyben víz volt a szomjazó katonák számára. Németországban vonattal szállították őket a hadifogolytáborba és nagy többségük a háború hátralevő 5 éve alatt a német iparban vagy mezőgazdaságban dolgozott.

## Veszteségek

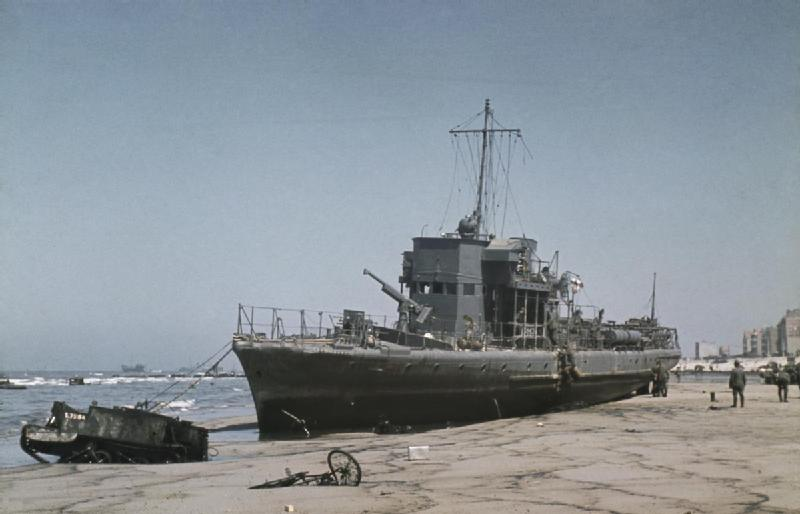
Egy partra vetett francia járőrhajó és egy elhagyott brit könnyűpáncélos Dunkerque kikötőjében, közvetlenül a „Dinamó” hadművelet után

### Személyi állomány
Az evakuáció sikeres végrehajtása ellenére kb. 30-40 000 francia katona esett német hadifogságba, míg a német légitámadások, illetve a korábban szerzett sebesülések következményeként kb. 32 000 fő vesztette életét.

### Eszközök
A brit haderőnek az összes nehézfegyverzetét Dunkerque-ben kellett hagyni. Összesen 2472 tüzérségi eszköz, 65 000 szállítóeszköz és 20 000 motorkerékpár került a németek kezére. Emellett a haderő ellátásához szükséges 377 000 tonna készlet, 60 000 tonna lőszer, 147 000 tonna üzemanyag is hátramaradt.

### Haditengerészeti veszteségek

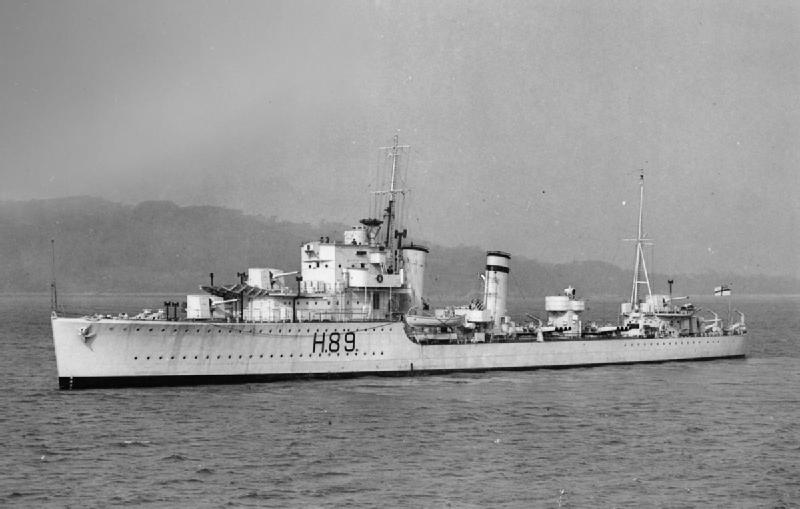
HMS Grafton

A hadműveletben közvetlenül részt vevő hajók közül 6 brit és 3 francia romboló, és 9 további nagy hajó süllyedt el. 19 rombolót súlyosan megrongáltak a Luftwaffe légitámadásai. Összesen több mint 200 szövetséges hajó süllyedt el, és körülbelül ugyanennyi rongálódott meg.
A Brit Királyi Haditengerészet elsüllyedt rombolói:
- HMS Grafton – május 29-én megtorpedózta a német U-62 tengeralattjáró.
- HMS Grenade – május 29-én a dunkerque-i kikötő keleti rakpartja mentén egy német légitámadás következtében süllyedt el.
- HMS Wakeful – május 29-én a német S-30 torpedónaszád által kilőtt torpedó süllyesztette el.
- HMS Basilisk, HMS Havant és HMS Keith – június 1-jén süllyedtek el német légitámadások következményeként.

A francia haditengerészet veszteségei:
- Bourrasque, Nieuwpoort közelében süllyedt el május 30-án.
- Sirocco, a német S-23 és S-26 torpedónaszádok süllyesztették el május 31-én.
- Le Foudroyant, június 1-jén légitámadás következtében süllyedt el.

A brit haditengerészet hajói 35 német repülőgépet lőttek le és további 21-et megrongáltak május 27. és június 1. között.

### Légi veszteségek
Churchill háborús visszaemlékezéseiben idézte fel, hogy a Brit Királyi Légierő (RAF) is jelentős szerepet kapott a hadművelet során, amikor megpróbálták megvédeni a parton rekedt katonákat a Luftwaffe támadásaitól.
Május 26. és június 4-e között a RAF összesen 4822 bevetést repült Dunkerque térségében, és több mint 100 repülőgépet vesztett. A britek szerencséjére a kedvezőtlen időjárási viszonyok miatt a Luftwaffe nem tudott minden nap felszállni, ami jelentősen hozzájárult a brit veszteségek alacsony számához.
A RAF összesen 262 német repülőgép lelövéséről számolt be Dunkerque felett, azonban az összecsapások jelentős részére távolabb került sor, és a parton rekedt katonák ebből nem sokat érzékelhettek – sokan közülük később azzal vádolták a RAF-ot, hogy magára hagyta a katonákat.

## Fordítás
- Ez a szócikk részben vagy egészben  a   Dunkirk evacuation című angol Wikipédia-szócikk ezen változatának fordításán alapul.  Az eredeti cikk szerkesztőit annak laptörténete sorolja fel. Ez a jelzés csupán a megfogalmazás eredetét és a szerzői jogokat jelzi, nem szolgál a cikkben szereplő információk forrásmegjelöléseként.